# Ella Grasso
Ella Tambussi Grasso (Windsor Locks, 10 de mayo de 1919-Hartford, 5 de febrero de 1981) fue una política estadounidense adscrita al Partido Demócrata, Ejerció como gobernadora de Connecticut en dos mandatos entre 1975 y 1980, y anteriormente fue miembro de la Cámara de Representantes de los Estados Unidos entre 1971 y 1975. Fue la primera mujer en ser elegida gobernadora de un estado de los Estados Unidos sin haber sido la esposa o viuda de un gobernador anterior.

## Biografía
Ella Tambussi nació en Windsor Locks (Connecticut, Estados Unidos) en 1919, en una familia de inmigrantes italianos de clase obrera. Después de graduarse en Economía y Sociología por el Colegio Mount Holyoke de Massachusetts, estuvo trabajando como directora adjunta en la delegación estatal del Comité de Mano de Obra para la Segunda Guerra Mundial.
En 1942 contrajo matrimonio con Thomas Grasso, un maestro de escuela de quien tomaría su apellido. Tuvo dos hijos: Susanne y James.

## Trayectoria política
Afiliada desde joven al Partido Demócrata, Grasso se involucró en política como escritora de discursos y miembro de la Liga Femenina de Votantes. En las elecciones de 1952 obtuvo un escaño por su distrito en la Cámara de Representantes de Connecticut. Posteriormente ganó los comicios a la Secretaría del Estado de Connecticut en 1958, con reelecciones en 1962 y 1966, y mantuvo el cargo hasta finales de 1970. En todo ese tiempo se convirtió en una destacada figura de los Demócratas a nivel estatal.
Entre 1971 y 1975, Grasso formó parte de la Cámara de Representantes de los Estados Unidos como delegada electa del sexto distrito de Connectitut. Mientras estuvo en Washington D. C. figuró tanto en el Comité Permanente de Atención a Veteranos como en el Comité Permanente de Trabajo y Educación.
Regresó a su estado para presentarse a las elecciones a gobernador de Connecticut en 1974, que vencería con el 58% de los votos. De este modo se convirtió en la primera mujer que gobernaba un estado de EE. UU. sin haber sido la esposa o viuda de un gobernador anterior. Lograría la reelección en 1978 con un 59% de los sufragios, y se mantuvo en el cargo hasta 1980.
Una de sus actuaciones más destacadas como gobernadora fue la gestión de la gran ventisca de febrero de 1978, en la que llegaron a acumularse hasta 70 centímetros de nieve. Grasso declaró el estado de emergencia y ordenó por decreto el cierre de todos los edificios y carreteras para que los ciudadanos se quedaran en sus casas, permitiendo a los servicios de emergencia que se centraran en labores de limpieza y rescate. En lo que respecta a la administración, mantuvo políticas de austeridad en su primer mandato y aprovechó el superávit del segundo para financiar numerosos programas sociales.
En marzo de 1980, Grasso fue diagnosticada con cáncer de ovario. Aunque trató de continuar como gobernadora de Connectitut, dejó su cargo el 31 de diciembre por motivos de salud. Falleció el 5 de febrero de 1981 en Hartford, a los 61 años, y permanece enterrada en el cementerio de Windsor Locks, su ciudad natal.

## Legado
Ella Grasso es recordada como una de las mujeres pioneras en la política estadounidense. Aunque no fue la primera mujer gobernadora estatal, pues Nellie Tayloe Ross dirigió el estado de Wyoming entre 1925 y 1927, sí fue la primera que ganó unas elecciones sin haber sido la esposa o la viuda de un gobernador anterior. Por esta razón la revista Time la tuvo en cuenta al nombrar a las mujeres de Estados Unidos «personas del año» en 1975.
Tras su muerte, el presidente Ronald Reagan le condecoró a título póstumo con la Medalla Presidencial de la Libertad. Desde 1993 es miembro del Salón Nacional de la Fama de Mujeres, y en 1994 ingresó en el Salón de la Fama de las mujeres de Connecticut.